# Сульча
Сульча — река в России, протекает по Татарстану. Устье реки находится в 83 км по правому берегу реки Большая Сульча. Длина реки составляет 23 км.

## Данные водного реестра
По данным государственного водного реестра России, Сульча относится к Нижневолжскому бассейновому округу, водохозяйственный участок реки — Большой Черемшан от истока и до устья, речной подбассейн отсутствует. Речной бассейн реки — Волга от верхнего Куйбышевского водохранилища до впадения в Каспий.
Код объекта в государственном водном реестре — 11010000412112100004919.